# Гірський велосипед

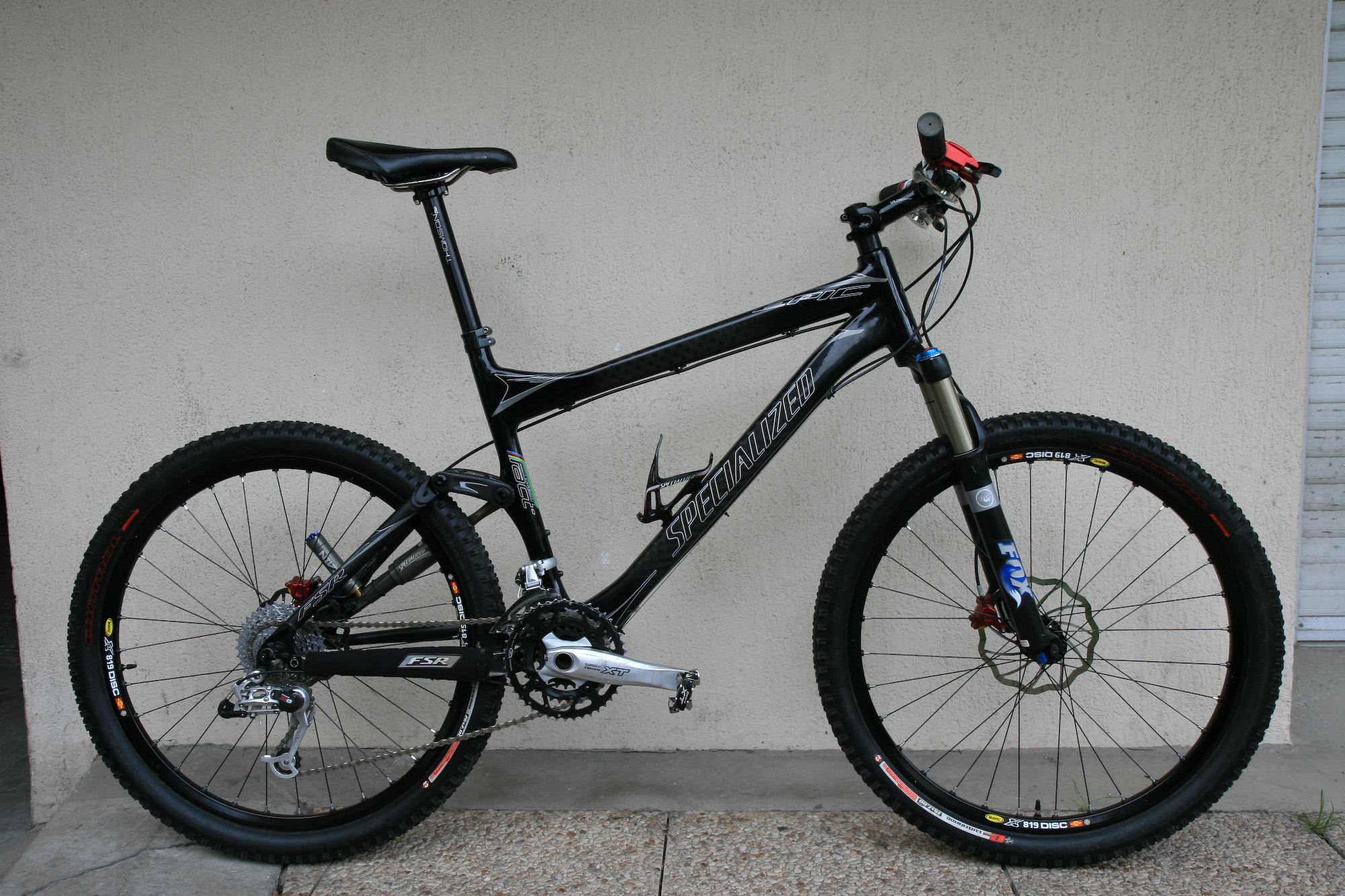
Гірський двопідвісний велосипед

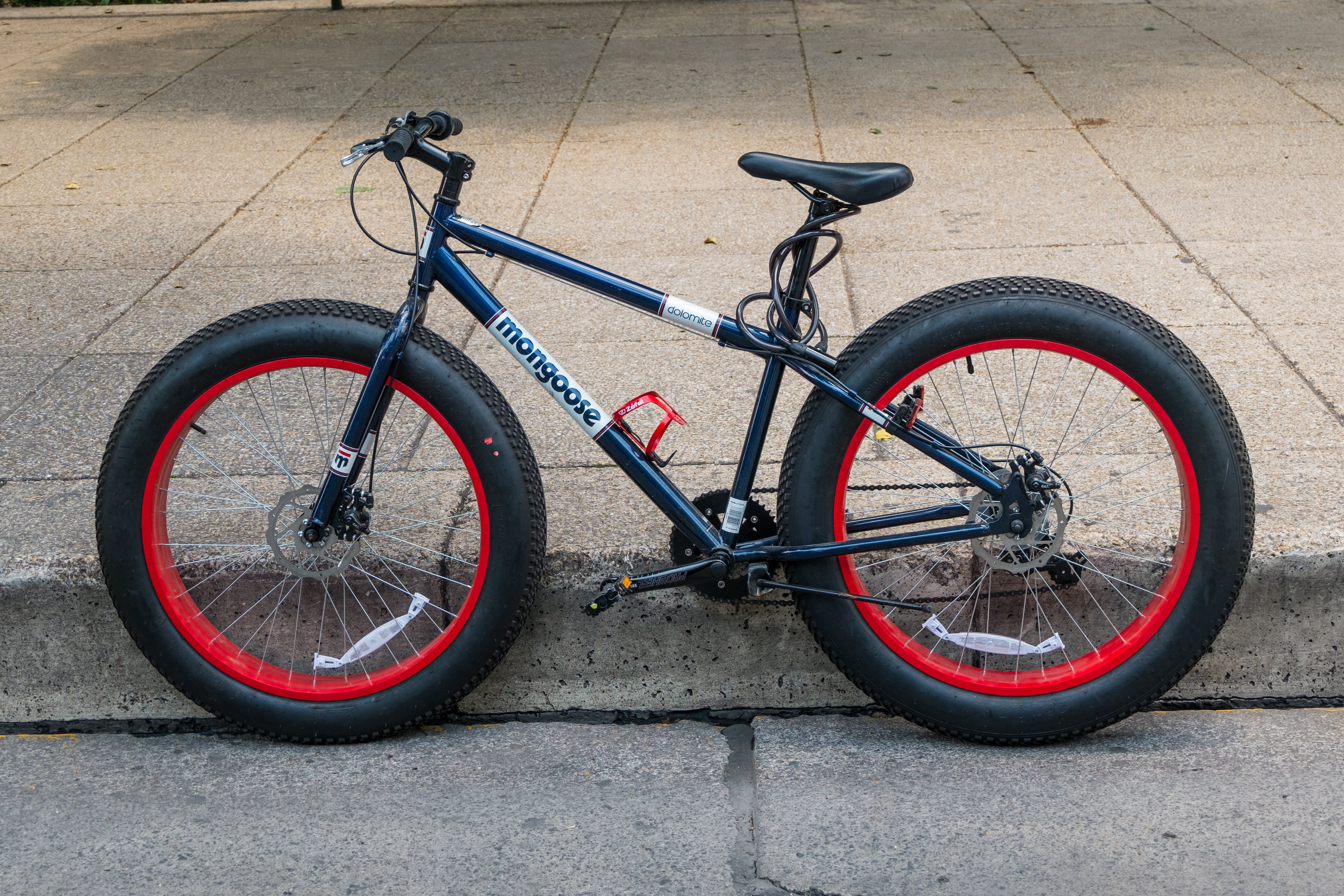
Fatbike

Гірський велосипед, англ. mountain bicycle, абревіатура МТВ — велосипед призначений для позашляхової їзди (хоча і не виключає зворотного). Найголовніша його ознака — це міцність і приземкуватість. Шини коліс значно ширші від звичайних і мають глибокий протекторний малюнок, який нагадує підошву туристичного черевика. Кермо — пряме, розширене, що полегшує керування у важкопрохідних місцях. Наявність, як правило, від 10 до 13 зірочок на касеті заднього колеса та від однієї до трьох зірок на системі каретки допомагає швидко пристосовуватись до різних ділянок шляху. Механізм перемикання швидкостей виставлено на кермі. Гірські велосипеди переважно мають амортизаційну вилку переднього колеса, жорстку (гардтейл) або амортизовану (двопідвіс) підвіску заднього колеса, часто мають гідравлічні або механічні дискові гальма.

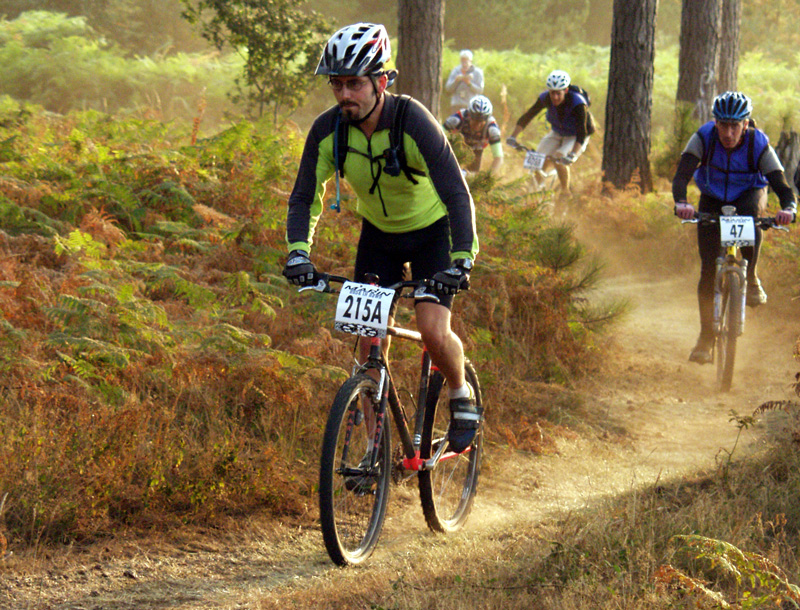
Змагання з кросу на гірських велосипедах

Існують різні за призначенням гірські велосипеди — загального призначення, крос-кантрі, ендуро, фрірайд, даунхіл, урбан даунхіл.
Існує безліч варіацій гірських велосипедів. У деяких, пружини вилки інтегровано в раму, інші — простіші в оформленні і призначені тільки для загального повсякденного водіння та кількох прогулянок у лісі.
Їзда на гірському велосипеді передбачає спуск з гори на велосипеді, подолання перешкод через каміння, швидкісний проїзд через небезпечні місця (кручі), швидка їзда по трасі з трамплінами та іншими перешкодами, подолання місцевості з багатьма гірками й підйомами (як штучними так і природними). На гірських трасах проводяться змагання в гонках (в тому числі багатоденних).